# São Pedro de Veiga de Lila
São Pedro de Veiga de Lila is een plaats (freguesia) in de Portugese gemeente Valpaços en telt 400 inwoners (2001).